# جيمس إدوارد سوليفان
جيمس إدوارد سوليفان (بالإنجليزية: James Edward Sullivan)‏ هو صحفي أمريكي، ولد في 18 نوفمبر 1862 في نيويورك في الولايات المتحدة، وتوفي بنفس المكان في 16 سبتمبر 1914.

## روابط خارجية
- جيمس إدوارد سوليفان على موقع الاتحاد الأمريكي لسباقات المضمار والميدان، قاعة المشاهير (الإنجليزية)
- جيمس إدوارد سوليفان على موقع أوليمبيديا (الإنجليزية)